# Gnomidolon varians
Gnomidolon varians es una especie de escarabajo longicornio del género Gnomidolon, categorizada en la tribu Hexoplonini, de la subfamilia Cerambycinae. Fue descrita por Gounelle en 1909.

## Descripción
Mide 5,5-10,1 mm de longitud.

## Distribución
Se distribuye por Argentina, Bolivia, Brasil, Paraguay y Uruguay.